# Yetla
Yetla är en ort i Mexiko.   Den ligger i kommunen Tlaola och delstaten Puebla, i den sydöstra delen av landet, 150 km nordost om huvudstaden Mexico City. Yetla ligger 1 389 meter över havet och antalet invånare är 396.
Terrängen runt Yetla är huvudsakligen kuperad, men söderut är den bergig. Runt Yetla är det ganska tätbefolkat, med 160 invånare per kvadratkilometer. Närmaste större samhälle är Huauchinango, 15,4 km väster om Yetla. Omgivningarna runt Yetla är en mosaik av jordbruksmark och naturlig växtlighet.